# 十二月三十
腊月三十，农历腊月第三十天，农历一年的最后一天，乃是將舊的農曆的一年送別。

## 节假日和习俗
- 農曆除夕

1991年2月14日大除夕晚及情人節， 香港電視廣播有限公司，澳門廣播電視有限公司以及廣州廣東電視台 在廣州香港及澳門舉辦一個大型的除夕倒數活動並同步 直播粵港澳三地慶祝農曆新年情況的省港澳呈祥迎新歲。

## 其他内容
- 十斋日

## 参看
- 日历
- 腊月廿七 - 腊月廿八 - 腊月廿九 - 腊月三十 - 正月初一
- 十一月三十 - 腊月三十 - 正月三十
- 正月 - 二月 - 三月 - 四月 - 五月 - 六月 - 七月 - 八月 - 九月 - 十月 - 十一月 - 腊月
- 公历12月30日